# Origines (série télévisée)
Pour les articles homonymes, voir Origine (homonymie).
Origines est une série télévisée française créée par Tristan Petitgirard, Pascal Perbet et I.K. Patard, et réalisée par Jérôme Navarro. Elle est diffusée du 20 septembre 2014 au 17 septembre 2016 sur France 3. Il s'agit d'une série policière dont les enquêtes sont basées sur la généalogie.

## Synopsis
A Angoulême, la célèbre généalogiste Margot Laurent devient consultante pour la police nationale et apporte son aide sur des enquêtes présentes « en remontant le temps » et passées. Passé, présent et futur se superposent en permanence dans la série.

## Distribution

### Acteurs récurrents
- Micky Sébastian (saison 1) puis Vanessa David (saison 2) : Margot Laurent
- Julien Baumgartner : le capitaine Arthur du Plessis
- Christian Rauth : le commissaire René Stavros
- Maud Forget : le lieutenant Marianne Garnier
- Guilaine Londez : sœur Astrid
- Philippe Dusseau : le procureur (saison 1)
- Nathalie Blanc : la procureure (saison 2)

### Rôles secondaires
- Catherine Mouchet : Catherine Guennegan
- Bernard Verley : Charles Manin
- Philippe Duquesne : Thierry Joubert
- Éric Savin : Éric Andraux
- Sylvie Granotier : Odette Courtois
- Philippe Nahon : Josselin Seilhan de Beaurepaire
- Michel Pilorgé : Albert Renouvot
- Elisabeth Macocco : Nathalie Garonne
- Luce Mouchel : Gisèle Duval
- Myriam Moraly : Raphaëlle Legendre

## Production

### Développement
La série est lancée en 2014 sur France 3, en collaboration avec le site de recherches généalogiques Genealogie.com. Le lancement de la série est annoncé par la Revue française de généalogie. Le rôle principal est confié à Micky Sebastian, connue des téléspectateurs pour son rôle dans la série Avocats et Associés. La série rencontre un certain succès et est reconduite pour une deuxième saison. Quelques jours avant le début annoncé du tournage, l'actrice principale apprend son éviction de la série. Officiellement, on lui reproche son « comportement désagréable », de « s'oppose[r] systématiquement aux choix du producteur et du réalisateur », de « refuse[r] de procéder à une coupe de ses cheveux, de porter une jupe ou une robe et d’envisager la création de son rôle dans le cadre d’un personnage plus jeune. » mais l'actrice assure que l'un de ses interlocuteurs lui aurait donné la véritable raison : elle est trop vieille. Elle est en effet remplacée dans le même rôle par Vanessa David, de 16 ans sa cadette. Une éviction vivement critiquée par le collectif de réalisateurs, le Groupe 25 Images.
Le tournage de la saison 2 commence donc avec un peu de retard avec une nouvelle actrice, qui reprend le même rôle malgré la différence physique et d'âge des deux actrices. Un virage risqué d'après Le Figaro. Lors de la diffusion de la deuxième saison, la chaîne décide de ne pas reconduire la série pour une troisième saison. L'audience étant peu éloignée de celle de la saison 1, Télé Star imagine que « controverse peu reluisante [sur l'éviction de Micky Sebastian] aura coûté la vie à Origines ».

### Lieux de tournage
Les enquêtes se déroulent principalement dans la ville d'Angoulême et dans ses environs. La façade du commissariat est celle du musée de la ville.

### Fiche technique
- Titre : Origines
- Réalisation : Jérôme Navarro
- Création : Tristan Petitgirard, Pascal Perbet et I.K. Patard
- Scénario : I.K. Patard, Tristan Petitgirard, Anne Rambach, Marie-Pierre Thomas, Pascal Perbet, Marine Rambach, Martine Moriconi et Vincent Robert
- Musique : Alexandre Jaffray et Gilles Lakoste
- Chef décorateur : Denis Seiglan
- Directeur photo : Jonny Semeco
- Production : Alain Tortevoix
- Société de production : Sama Productions
- Pays : France
- Langue : français
- Format : couleurs - 35 mm
- Durée : 312 min. (6 épisodes de 52 minutes)
- Dates de première diffusion :
  -  France : 20 septembre 2014

## Épisodes

### Première saison (2014)
La première saison est diffusée du samedi 20 septembre au samedi 4 octobre 2014.
1. L'arbre déchiré
Généalogiste, Margot Laurent recherche une femme disparue depuis 1962 . Elle va faire équipe avec le capitaine du Plessis, pour résoudre l'enquête...
2. À double tour
Missionnée dans le cadre d'un inventaire d'héritage, Margot fait une découverte macabre dans une brocante. Le lieu et l'arme du crime sont inattendus : une veille armoire de famille...
3. L'Île aux trésors
Le jeune capitaine de police Arthur du Plessis fait appel à Margot Laurent, généalogiste, pour élucider le meurtre d'un curé. Il a été retrouvé avec un papier indéchiffrable froissé dans sa main. Il s'agit d'un morceau de parchemin datant du XVIIIe siècle qui pourrait mener à un trésor...
4. Fils de la lune
Sauvé d'une tentative de suicide, un homme amnésique s'accuse d'un meurtre. Dans son délire, il prétend être mort 250 ans tôt. Un cas énigmatique, du sur-mesure pour Margot et Arthur...
5. Dragon noir
Une SDF a été découverte assassinée dans un jardin public. Sans papier sur la victime, la police recherche son nom. Le seul signe pour découvrir qui est cette femme : une chevalière ornée d'un blason...
6. Sacrifice du Pélican
Une femme est morte, assassinée, serrant dans son poing une gourmette de naissance du XIXe siècle. Artiste peintre amateur, elle a représenté le bijou dans l'une de ses toiles énigmatique. Et si, par ce biais la victime désignait celui ou celle qui l'a tuée ? Margot et Arthur mènent l'enquête...

### Deuxième saison (2016)
La deuxième saison est diffusée du samedi 3 au samedi 17 septembre 2016.
1. Les Pleurs des anges
Dans un cimetière, une nonne de 70 ans est retrouvée morte au pied d'une imposante chapelle funéraire, un vieux missel à la main. Rien pour l'identifier, excepté le nom de famille de la chapelle et le vieux missel. À partir de ces deux éléments, Arthur et Margot vont remonter la piste de cette mystérieuse bonne sœur et déboucher sur un trafic d'enfants volés en Espagne du temps de Franco...
2. Loup y es-tu ?
Un homme persuadé d'être victime d'une malédiction familiale - selon laquelle les membres de sa famille seraient de la viande à loup - est retrouvé mort, la jambe prise dans les mâchoires d'un piège à loups... Tué par un loup ? Mort de peur ? Une atmosphère étrange règne sur cette enquête pour Arthur et Margot, entre légende poitevine et loups garous[8]
3. Le Château des secrets
Une célèbre designer a été retrouvée assassinée dans une pièce secrète du château familial. Pourquoi la victime, à qui tout réussissait, était-elle revenue dans la bâtisse après vingt ans d'absence ?...
4. Le Dessous des cartes
Un jeune homme a été découvert étranglé au bord de la mer, une pièce portant un trèfle à quatre feuilles enfoncé dans la bouche. Un message laissé par le meurtrier ? L'objet oriente Arthur vers l'univers des casinos et plus particulièrement du poker[9]
5. L'Amour d'une mère
Une sage-femme à la retraite, également ancienne députée-maire, est assassinée chez elle. Cambriolage ? Vengeance politique ? Qui a bien pu tuer cette femme que tout le monde semblait aimer et admirer ? Pourquoi voulait-elle à tout prix rester dans cette maison trop grande pour elle seule ? Et pourquoi mentait-elle à sa fille à propos de ses origines ?
6. Un parfum d'Amérique
Un disquaire fasciné par l'Amérique est retrouvé mort, tué d'une balle dans la tête, près d'une ancienne base de l'armée américaine en activité dans les années 1960. Cette petite Amérique reconstituée était le terrain de jeux favoris d'adolescents jouant aux GI's...